# Нагашево
Нагашево — деревня в Мамадышском районе Татарстана. Входит в состав Тавельского сельского поселения.

## География
Находится в северной части Татарстана на расстоянии приблизительно 32 км на запад-северо-запад по прямой от районного центра города Мамадыш.

## История
Известна с 1680 года как татарская деревня (в XVIII веке заселена русскими), упоминалось и как Большая Чакса.

## Население
Постоянных жителей было: в 1782 году — 55 душ мужского пола, в 1859—276, в 1897—545, в 1908—528, в 1920—599, в 1926—599, в 1949—700, в 1958—135, в 1970 — 98, в 1979 — 61, в 1989 — 40, в 2002 году 47 (русские 98 %), в 2010 году 43.